# Provincia de La Montaña (1908)
La provincia de La Montaña (Mountain province) fue creada en la isla de Luzón durante la ocupación estadounidense de Filipinas. 
Era la tercera de mayor extensión superficial del archipiélago y comprendía un amplio territorio montañoso rodeado por las provincias de Cagayán, Isabela, Nueva Vizcaya e Ilocos, del Norte y del Sur. Se compone de varios subprovincias, a saber:

## Divisiones administrativas
| Sub- provincia | Área (km²) | Población (1920) | Ciudades | Municipios | Barrios | Capital     |
| -------------- | ---------- | ---------------- | -------- | ---------- | ------- | ----------- |
| Amburayan      | 917        | 32.096           | 1        | 8          | 11      | Tagudin     |
| Apayao         | 4.898      | 11.123           | 0        | 5          | 136     | Kabugao     |
| Benguet        | 2.593      | 32.965           | 0        | 13         | 95      | La Trinidad |
| Bontoc         | 1.528      | 33.581           | 0        | 7          | 47      | Bontoc      |
| Ifugao         | 2.012      | 66.574           | 0        | 3          | 191     | Kiangan     |
| Kalinga        | 2.940      | 25.624           | 0        | 4          | 39      | Lubuagan    |
| Lepanto        | 1.761      | 36.108           | 0        | 11         | 81      | Cervantes   |
| Totales        | 6.649      | 238.071          | 1        | 51         | 563     | Bontoc      |